# Urriðafoss

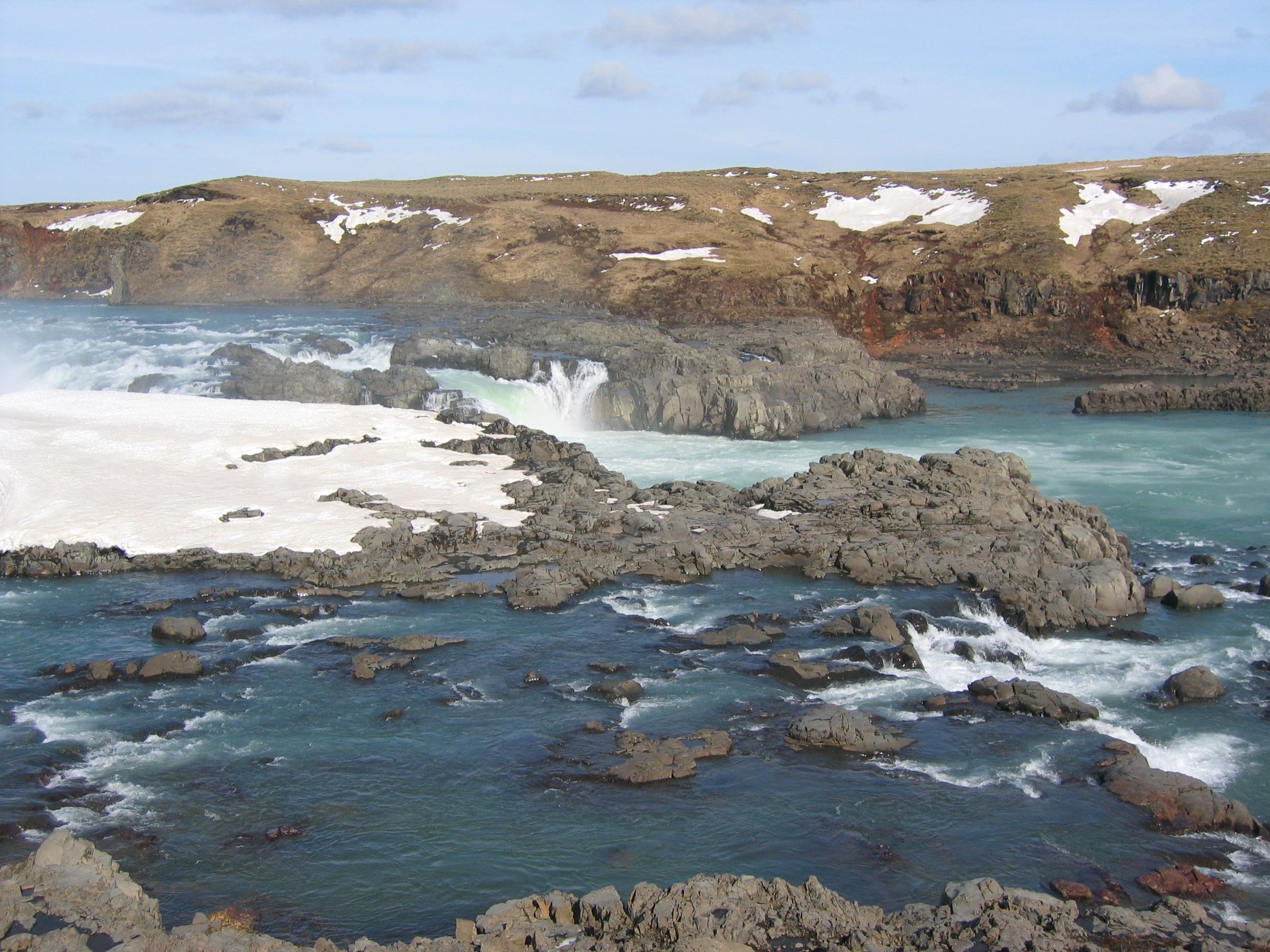
Urriðafoss

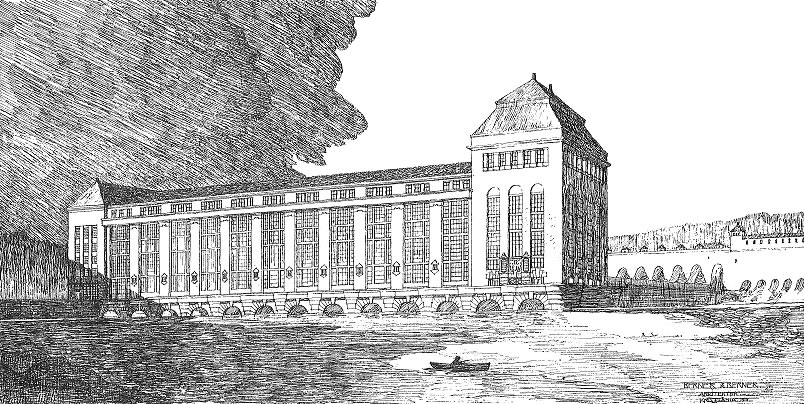
Teckning från 1918 av den norske ingenjören Gotfred Sætersmoen på planerat kraftverk i Urriðafoss

Urriðafoss är ett vattenfall i nedre delen av älven Þjórsá i Þjórsárdalur i Suðurland i Island.
Kraftbolaget Fossafélagið Títan fick 1927 koncession för att bygga ett vattenkraftverk i Urriðafoss i anslutning till en tänkt järnväg mellan vattenfallet och Reykjavik.
Planerna genomfördes inte då, men under 2000-talet har Landsvirkjun presenterat planer på att bygga kraftverk i Þjórsárs lägre lopp vid Urriðafoss och Núpur. Den diskuterade utbyggnaden av Urriðafoss skulle avse en kapacitet på omkring 125 MW och en produktion av 930 GWh per år.
Protester mot projektet har skett från befolkningen i trakten.